# Jorge Zataraín
Jorge Zataraín Pineda (31 de marzo de 1988; Mazatlán, Sinaloa) es un futbolista mexicano. Juega de Mediocampista y su club actual es el Murciélagos F.C. del Ascenso MX. Fue formado en la cantera necaxista en la cual tuvo participación en la Segunda División, aunque posteriormente realizó su debut profesional en la Liga de Ascenso con el Veracruz.

## Clubes
| Club             | País   | Año       | Partidos | Goles |
| ---------------- | ------ | --------- | -------- | ----- |
| Veracruz         | México | 2008-2009 | 8        | 0     |
| Altamira         | México | 2010-2011 | 27       | 6     |
| Necaxa           | México | 2011-2012 | 25       | 1     |
| León             | México | 2013      | 1        | 0     |
| Altamira         | México | 2013      |          |       |
| Irapuato         | México | 2015      |          |       |
| Murciélagos F.C. | México | 2015-     |          |       |